# Half Moon (film)
Half Moon (Niwemang) è un film del 2006 diretto da Bahman Ghobadi.

## Riconoscimenti
- Festival di San Sebastián
  - Concha de Oro